# Energieübertragung

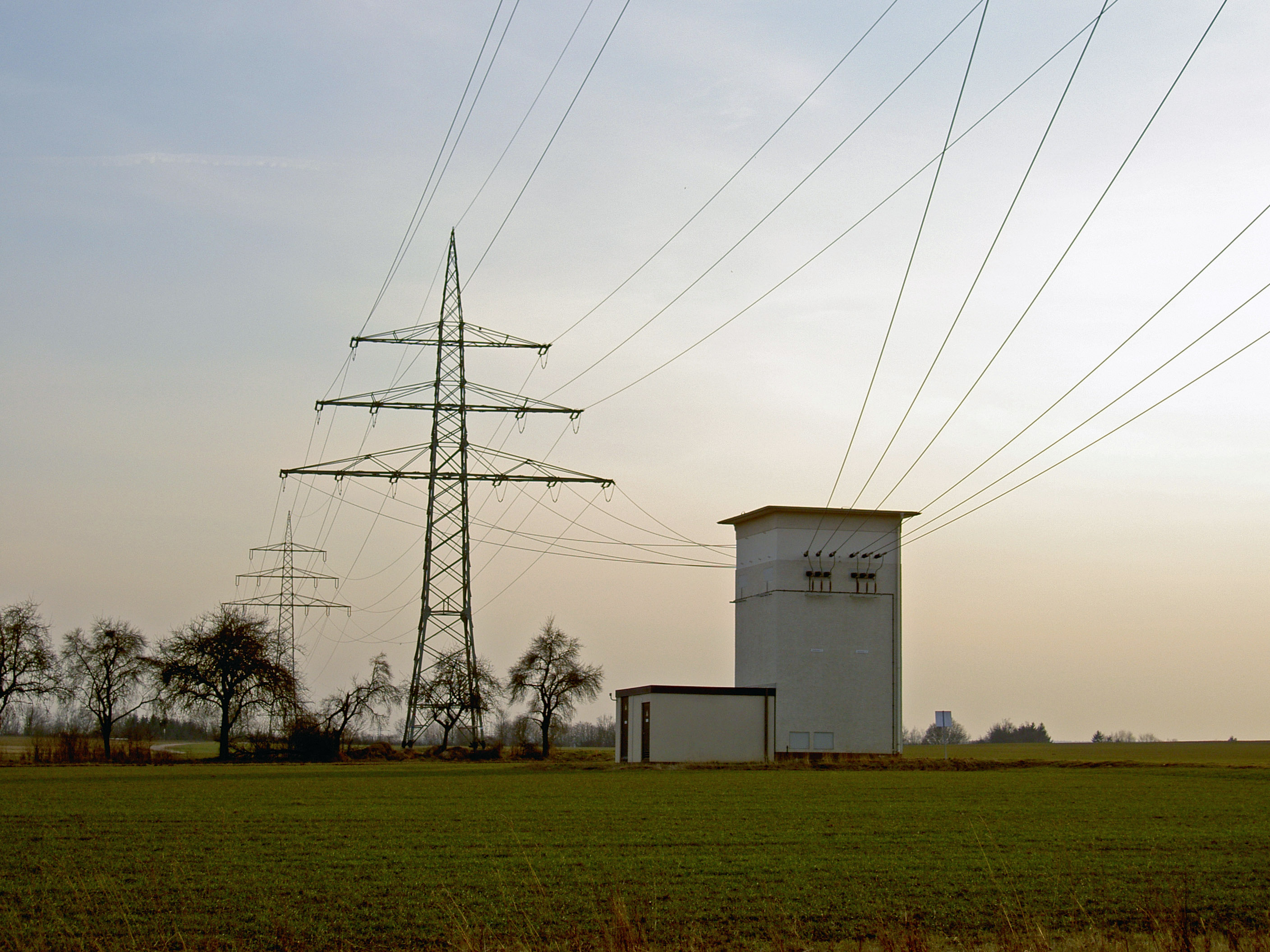
Energieübertragung durch Überlandleitung mit Transformatorhaus (bei Limburg an der Lahn)

Als Energieübertragung (oder Energietransport) wird in der Energiewirtschaft jede zweckgerichtete Ortsveränderung von Energie bezeichnet. 

## Allgemeines
Die Wirtschaftlichkeit der Energietransporte erfordert einerseits die Berücksichtigung thermodynamischer Gesetze und andererseits nach Regeln des Verkehrswesens dimensionierte Transportmittel, wobei der Energieträger nicht entscheidend an Wert (etwa Heizwert) verlieren darf. Dabei erfordern die unterschiedlichen Aggregatzustände von Energieträgern (fest, flüssig, staub- oder gasförmig) hohe Anforderungen an die Transportsicherheit und den technischen Entwicklungsstand der Transportmittel. 

## Transportmittel
Für den Energietransport eignen sich grundsätzlich alle Transportmittel, wenn sie für den Energieträger über einen spezifischen Laderaum verfügen. Das ist in unterschiedlichem Maße der Fall bei Eisenbahn, Flugzeug, Freileitung, Kabel, Lastkraftwagen, Rohrleitung oder Schiff:
| Transportmittel     | spezielle Kategorie             | Energieträger als Transportgut               |
| ------------------- | ------------------------------- | -------------------------------------------- |
| Eisenbahn           | Güterzug                        | alle Energieträger                           |
| Flugzeug            | Transportflugzeug, Tankflugzeug | alle Energieträger Kraftstoffe               |
| elektrische Leitung | Freileitung, Kabel              | elektrische Energie                          |
| Lastkraftwagen      | Tankwagen                       | feste, gasförmige und flüssige Energieträger |
| Rohrleitung         | Pipeline                        | gasförmige und flüssige Energieträger        |
| Schiff              | Tankschiff, Transportschiff     | feste, gasförmige und flüssige Energieträger |

Nicht alle Transportmittel können alle Energieträger transportieren. Die Wärmeübertragung kann auf verschiedene Weise erfolgen, für große Entfernungen ist die Verwendung eines Wärmeträgers sinnvoll. Ob man beim Strahlungstransport von Arbeit oder Wärme sprechen sollte, hängt von den Umständen ab; Beispiele: Laserschneiden (Wärme), optisches Pumpen (Arbeit).

## Geschichte
Mit der Entwicklung des dynamoelektrischen Prinzips durch Werner von Siemens im Januar 1867 konnte die Energieproduktion und der Energieverbrauch räumlich voneinander getrennt werden, was im September 1882 durch eine erste Gleichstrom-Fernleitung von Miesbach über 57 km nach München bewiesen werden konnte.

## Netzwerke
Die Energieübertragung erfolgt durch Netzwerke, die für jeden Energieträger getrennt bestehen. Die Graphen stellen dabei im jeweiligen Netzwerk die Verbindungen zu den Knoten her und bilden ein Funknetz, Gasnetz, Stromnetz, Wasserverteilungssystem und Pipelines ein Leitungsnetz. Im Nieder- und Mittelspannungsnetz erfolgt die Energieübertragung hauptsächlich über Kabel (Seekabel), im Hoch- und Höchstspannungsnetz über Freileitungen. Internationale Netzverbindungen heißen Interkonnektion. Übersteigt die Netzlast die Kapazität, kommt es zu Netzstörungen.

## Wirtschaftliche Aspekte
Ein Energietransport ohne Energieverluste ist prinzipiell nicht möglich. Der Verlust wird meist als Wärme erkennbar (Energieentwertung). Bei der Nachrichtenübertragung dagegen kann durch Verstärker die Anfangsleistung wiederhergestellt werden. Eine Kennzahl, mit welcher der Energieverlust zwischen Energiequelle und Netzabschluss gemessen werden kann, ist der Wirkungsgrad, er ist bei einem Teilprozess {\displaystyle <1}. In der Energiewirtschaft wird Energie bzw. Wärme „geliefert“ und kann durch Übertragungsverluste „verloren gehen“. Typische Energieübertrager wie Getriebe und Transformatoren arbeiten nicht verlustfrei.
Energieverbrauch ist eine allgemein übliche Bezeichnung für die Verwendung von Nutzenergie. Das Wort Energieverbrauch ist aus physikalischen Gründen falsch, weil Energie nicht verbraucht wird, sondern in Nutzenergie (Arbeit, Kälte, Licht, Wärme) umgewandelt wird.